# Stanislav Jiznine
Stanislav Zakharovitch Jiznine (Станисла́в Заха́рович Жи́знин), né le 3 janvier 1945 à Latnaïa dans l'oblast de Voronej,, est un diplomate (conseiller de 1re classe) et économiste russe. Il est professeur à l'institut international de politique énergétique et de diplomatie (MGIMO du ministère des Affaires étrangères de la fédération de Russie) et à l'université d'État du pétrole et du gaz, où il enseigne un cours sur la diplomatie énergétique. En plus de sa langue natale russe, il parle l'anglais et le français, ainsi que l'ukrainien. Il est l'auteur du premier manuel en russe sur la diplomatie énergétique. En 2007, la revue d'affaires, Carriera («Карьера», Carrière) appelle Jiznine « le père de la diplomatie énergétique russe ». Jiznine est président du centre de diplomatie et de géopolitique énergétique (ЦЭД, TsED).

## Biographie
Stanislav Jiznine est diplômé en 1969 de l'institut d'aviation de Kharkov (aujourd'hui université nationale aérocosmique Joukovski) dans la spécialité ingénieur en électrique. En 1977, il est diplômé de l'académie diplomatique du ministère des Affaires étrangères, en qualité d'économiste international. Il devient docteur en sciences économiques en 2001, sa thèse étant intitulée Les Intérêts stratégiques de la Russie dans le monde de l'énergie.

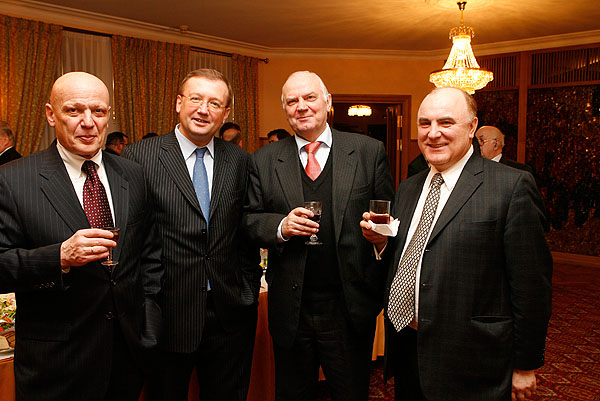
Alexandre Saltanov, Alexandre Iakovenko, Stanislas Jiznine et le vice-président d' Access Industries Inc., Valery Zakharov.
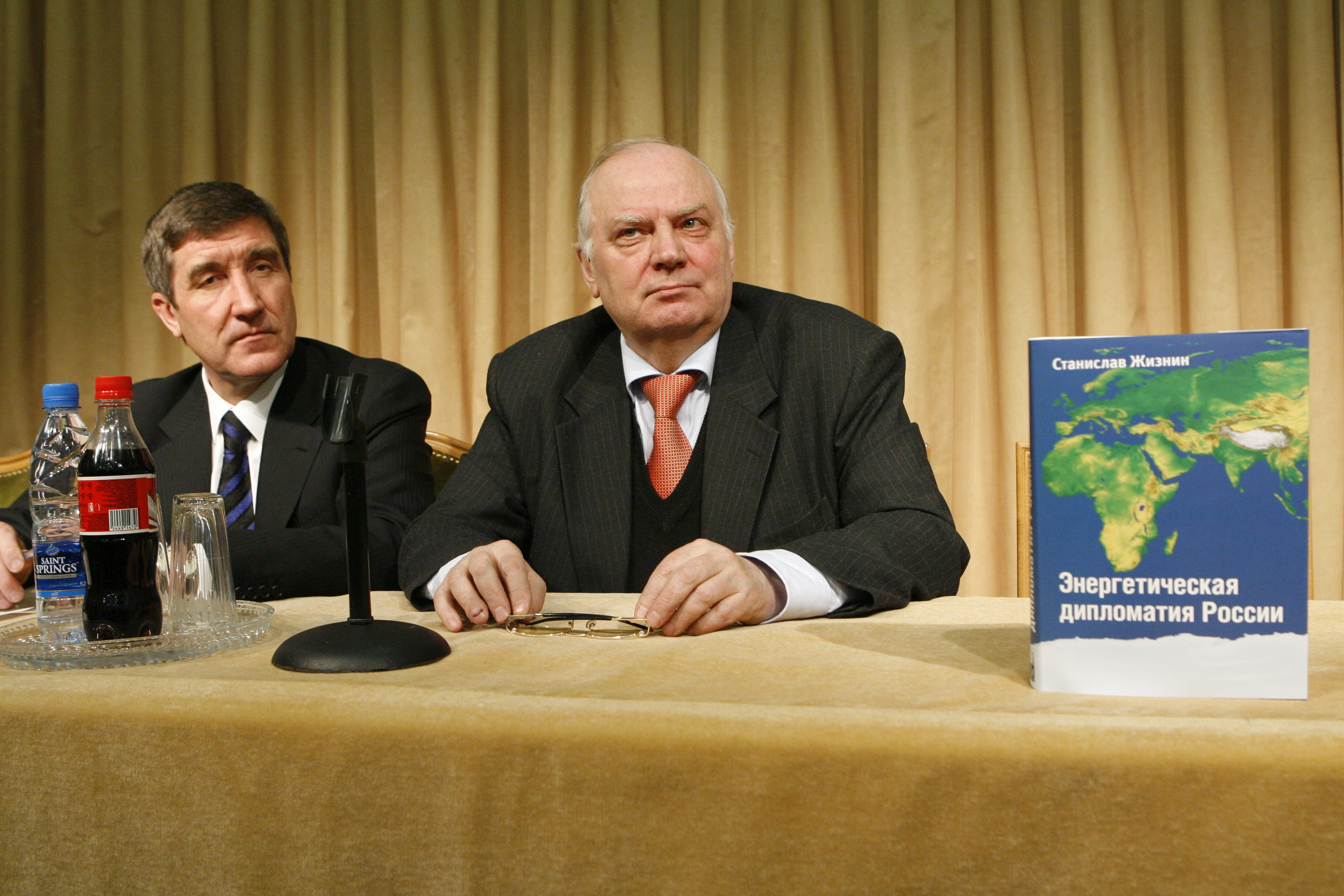
Le président du conseil de l'union des producteurs de gaz et de pétrole de Russie, Youri Chafranik, avec Jiznine.
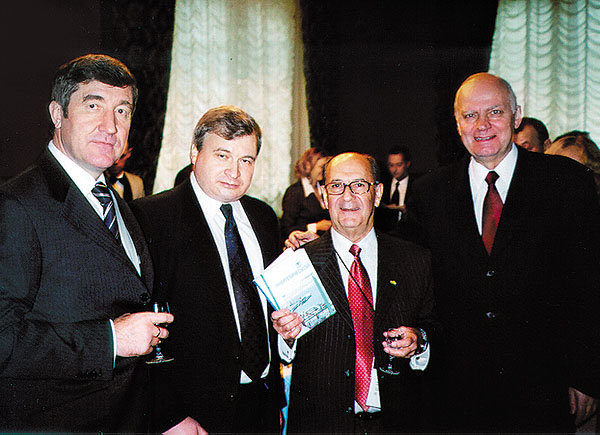
Youri Chafranik, le premier vice-ministre des Affaires étrangères A. Denissov, le secrétaire général de l'OPEC, Calderon, et Stanislav Jiznine.

Il a travaillé à partir de 1977 au consulat général d'URSS à San Francisco, puis à l'appareil central du ministère des Affaires étrangères d'URSS, puis de Russie.

## Centre de diplomatie énergétique et de géopolitique
Jiznine dirige le centre de diplomatie énergétique et de géopolitique dont l'équipe a préparé (à la commande du ministère de l'énergie de la fédération de Russie) entre 1993 et 2002, dans le cadre de la stratégie énergétique de la Russie, une série de documents scientifiques et de recherche à propos de la politique extérieure énergétique de la Russie et à propos de politique énergétique mondiale.
En 2003, le centre a effectué à la commande de l'union des producteurs de pétrole et de gaz de Russie des études sous la direction de Jiznine aboutissant au document intitulé: Irak: période post-crise: perspectives pour le secteur du pétrole et du gaz russe. De même en 2004-2005, la compagnie Gazprom lui commande un dossier analytique qui aboutit à la publication de Matériaux conceptuels pour la politique de Gazprom dans l'espace post-soviétique.

## Diplomatie énergétique
Jiznine est l'inventeur du terme diplomatie énergétique, qu'il introduit dans la vie courante en 1976 et il est qualifié de « père de la diplomatie énergétique ». Dans ses déclarations, le professeur souligne que l'énergie est le secteur clé de toute économie; ainsi en 2006 il dit:
« Au cours de la dernière décennie, la dépendance des consommateurs vis-à-vis des producteurs et des pays de transit s'est accrue. Mais, malgré l'intensification de la concurrence pour l'accès aux ressources, on assiste à une volonté croissante d'interaction, de recherche de compromis, d'équilibre des intérêts au niveau mondial et régional. »
Cependant, la situation s'est transformée avec la guerre en Syrie depuis 2011 et le conflit entre la Russie et l'Ukraine depuis 2014 et 2022.

## Livres

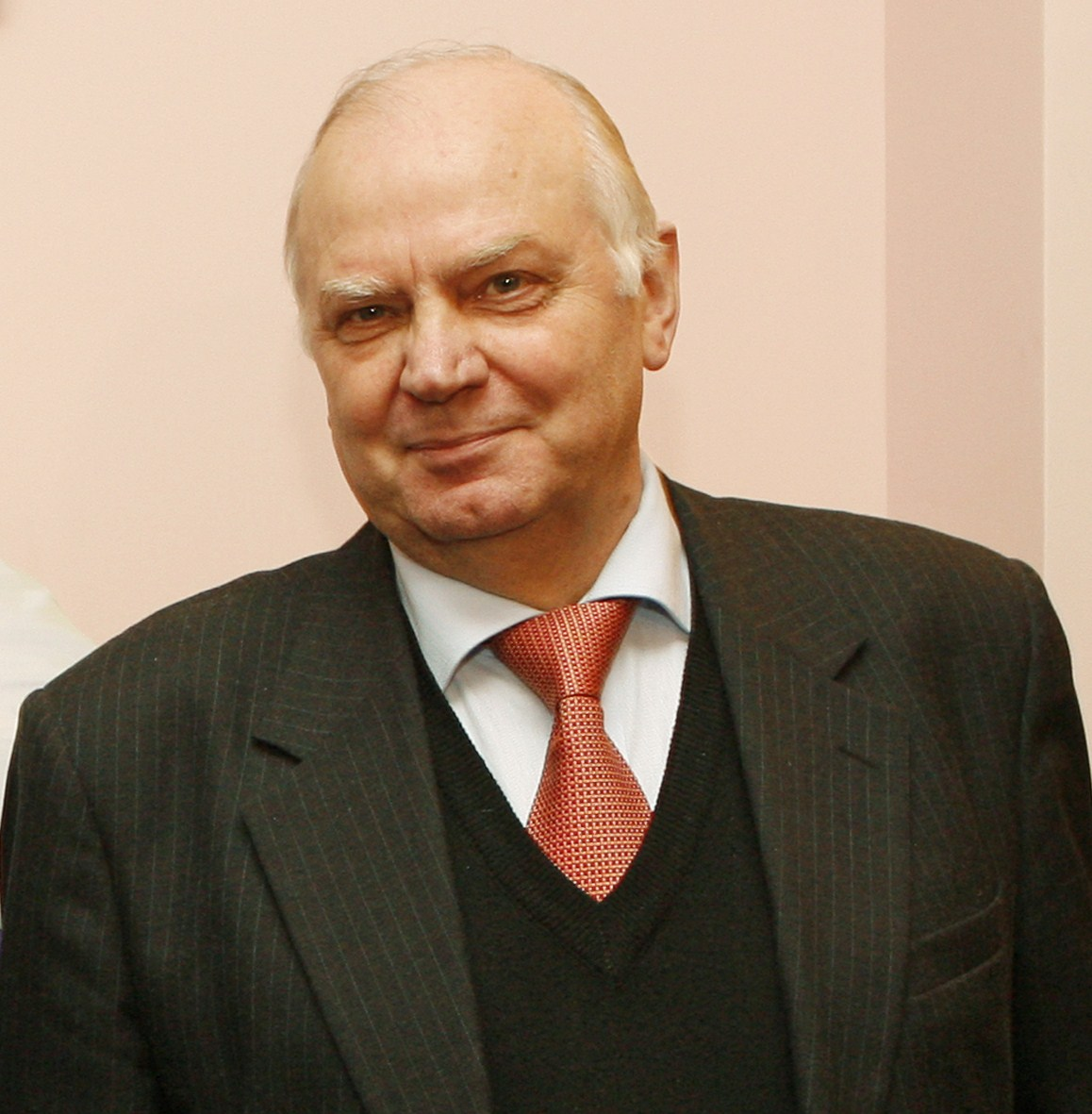
L'auteur à la présentation de son livre à Moscou (2006).
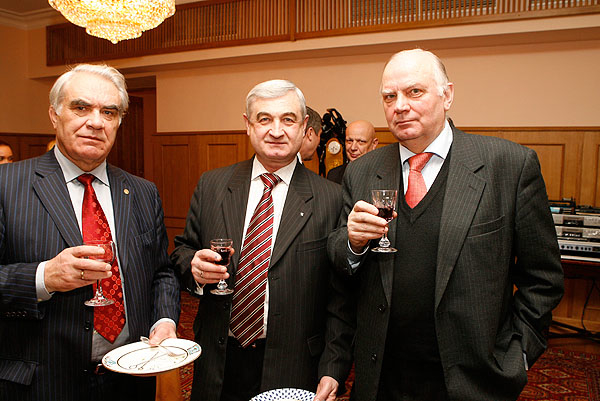
Guennadi Schmal, Evgueni Iagoupets et Stanislav Jiznine à Moscou, le 23 mars 2006.
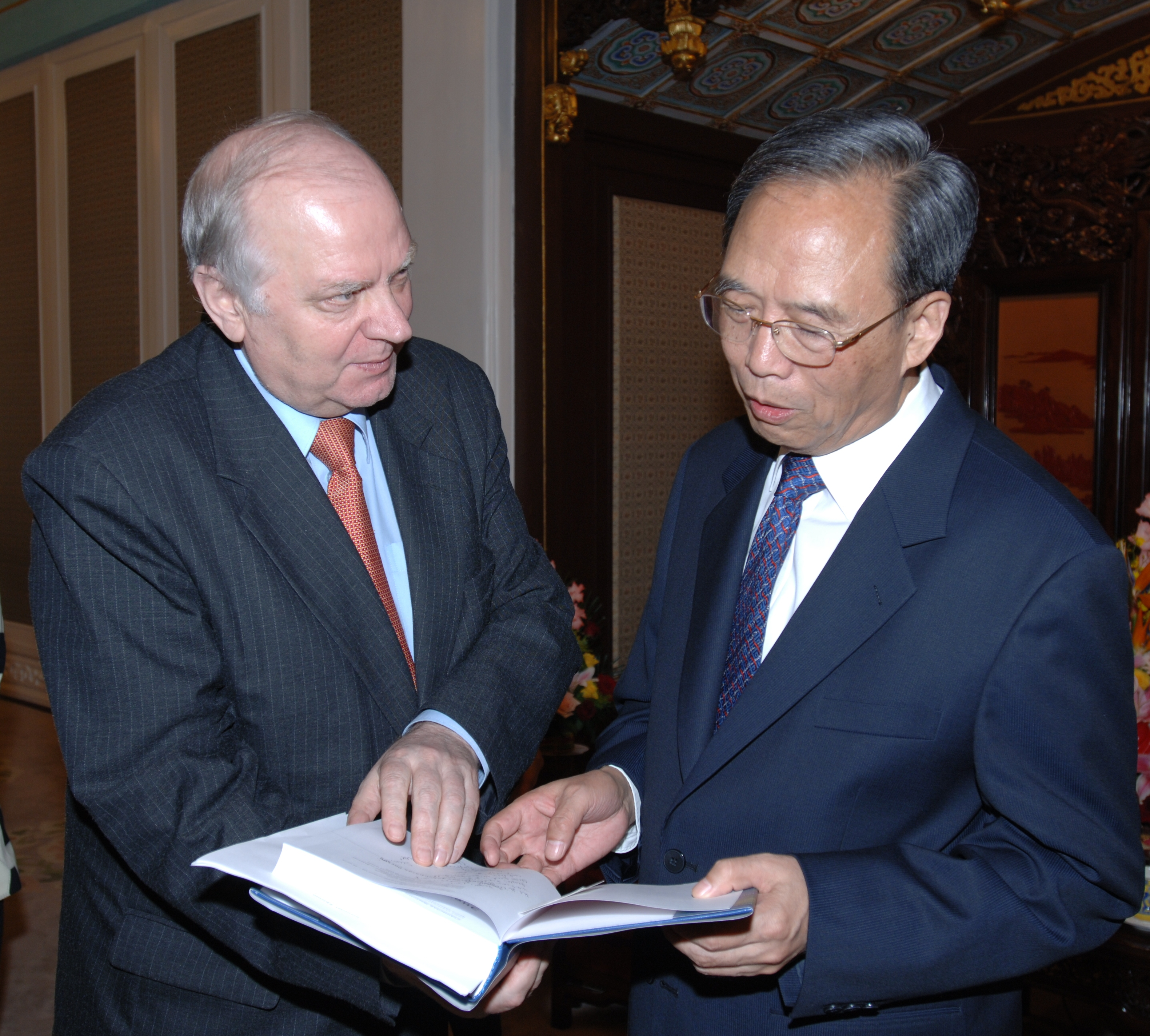
Jiznine dédicace son livre au vice-premier conseiller d'État de la République populaire de Chine, Zeng Peiyan.

- «Как стать бизнесменом» [Comment devenir homme d'affaires] (1999) et «Как организовать своё дело» [Comment organiser son affaire] (1990) (en coll. avec V. Kroupnov)[9];
- La Diplomatie énergétique: La Russie et le monde au tournant du XXIe siècle: équilibre ou conflit d'intérêts («Энергетическая дипломатия: Россия и мир на рубеже 21 века: баланс или конфликт интересов») (1999)  (ISBN 5-7671-0061-6);
- La Diplomatie énergétique («Энергетическая дипломатия») (2002),  (ISBN 5-9228-0089-2)[10]
- Les Bases de la diplomatie énergétique («Основы энергетической дипломатии») (manuel, 2003), traduit en chinois sous le titre de La Politique mondiale et les ressources énergétiques  (ISBN 7-5617-4213-4), publié à Shanghai en 2005;
- Jiznine est également le coauteur de plusieurs monographies sur les problèmes de politique énergétique et sur les questions d'énergie concernant la Russie et le monde.

### La Diplomatie énergétique de la Russie: économie, politique, pratique
Le livre le plus connu de Stanislav Jiznine s'intitule La Diplomatie énergétique de la Russie: économie, politique, pratique («Энергетическая дипломатия России: экономика, политика, практика»).

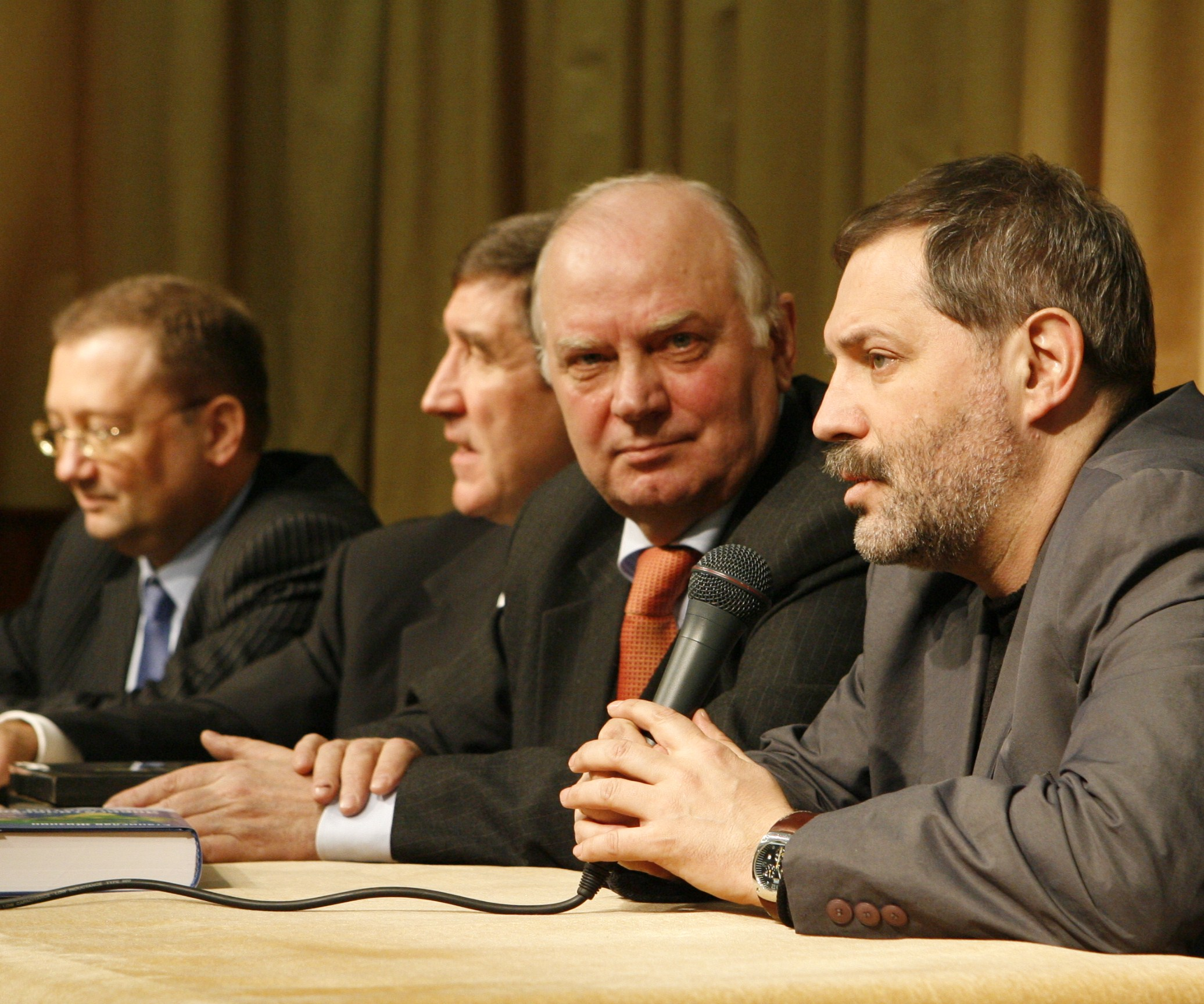
А. Iakovenko, You. Chafranik, S. Jiznine (au milieu de face) et le journaliste Mikhaïl Leontiev (à droite) à la présentation du livre (2006).

Présentant ce travail conceptuel que la presse appelle « la bible de la diplomatie énergétique », le journaliste et politologue Mikhaïl Leontiev remarque:
« La Russie essaie d'entrer dans le monde global, en utilisant l'énergie comme un argument que nous considérons comme essentiel. C'est-à-dire de l'utiliser à la fois dans l'économie mondiale et aussi dans la politique mondiale. »
Le journal Nezavissimaïa Gazeta («Независимая газета», Journal Indépendant) remarque:
Ce livre analyse les principaux processus dans le monde et l'industrie énergétique russe, évalue la position de la Russie sur les marchés internationaux de l'énergie. Les fondements géopolitiques et économiques de la formation de la diplomatie énergétique russe sont révélés, ainsi que les aspects pratiques des relations de la Russie avec les principaux sujets de la politique énergétique mondiale aux niveaux mondial, régional et national.

## Famille
Père: Zakhar Iossipovitch Jiznine; mère: Galina Vassilievna Jiznina.
Fils: Maxime Stanislavovitch Jiznine.

## Sources de la traduction
- (ru) Cet article est partiellement ou en totalité issu de l’article de Wikipédia en russe intitulé « [[:ru:|]] » (voir la liste des auteurs).